# Montreuil-sur-Maine
Pour les articles homonymes, voir Montreuil.
Montreuil-sur-Maine est une commune française située dans le département de Maine-et-Loire en région Pays de la Loire.

## Géographie

### Localisation
Commune angevine du Segréen, Montreuil-sur-Maine se situe au nord-ouest de Thorigné-d'Anjou, sur la route D 187, Chambellay.
Elle fait partie de l'aire d'attraction d'Angers, de la zone d'emploi de Segré-en-Anjou Bleu et du bassin de vie du Lion-d'Angers.

### Communes limitrophes
Les communes limitrophes sont  Chambellay, Chenillé-Champteussé, Le Lion-d'Angers, Segré-en-Anjou Bleu et Thorigné-d'Anjou.

### Géologie et relief
La superficie de la commune est de 11,13 km2 ; son altitude varie de 17  à   61 mètres.

### Hydrographie
La Mayenne traverse la partie est de son territoire, tandis que l'Oudon délimite sa partie ouest.

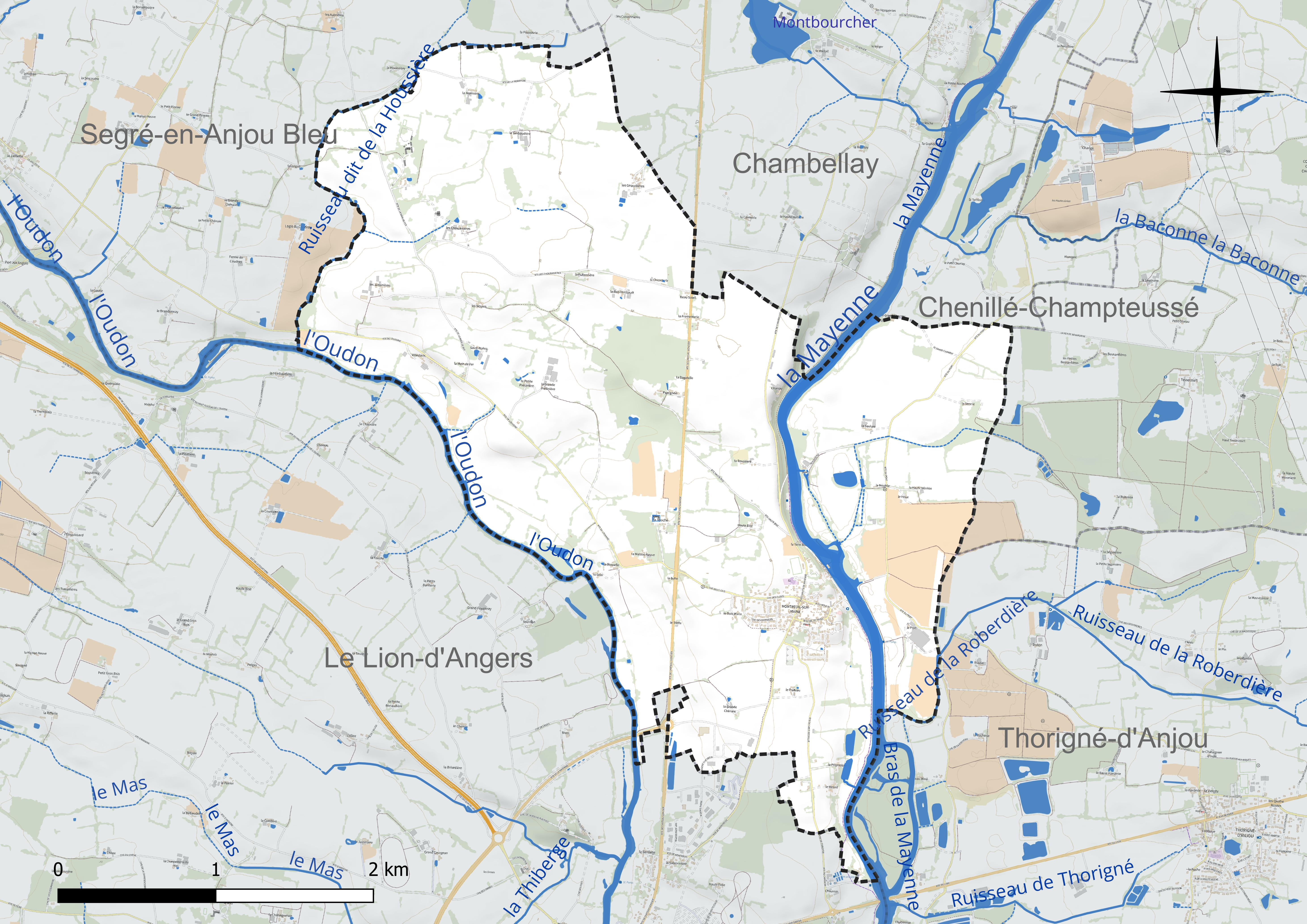
Carte hydrographique de la commune.

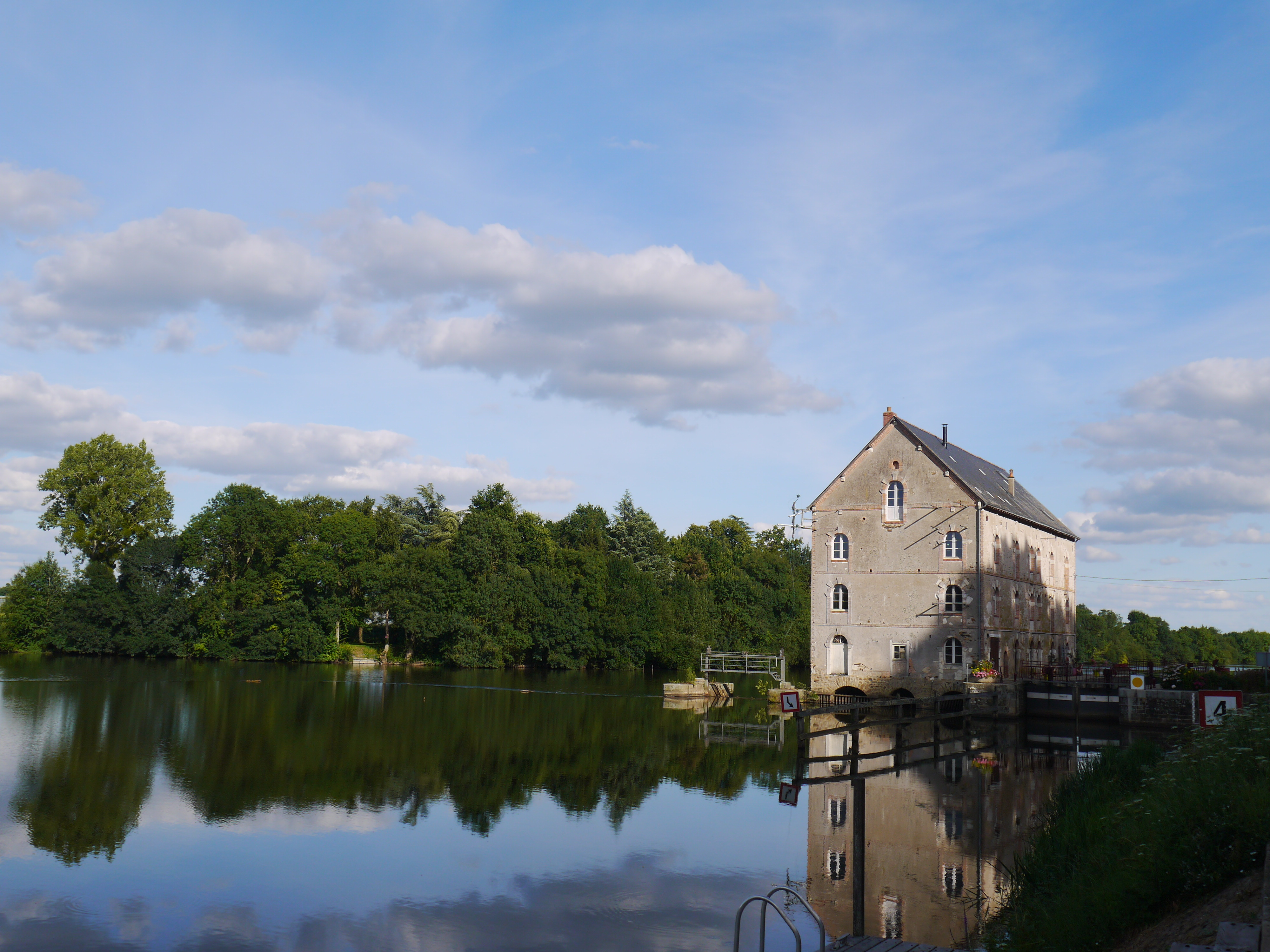
La Mayenne et le moulin.

### Climat
Pour des articles plus généraux, voir Climat des Pays de la Loire et Climat de Maine-et-Loire.
En 2010, le climat de la commune est de type climat océanique altéré, selon une étude du CNRS s'appuyant sur une série de données couvrant la période 1971-2000. En 2020, Météo-France publie une typologie des climats de la France métropolitaine dans laquelle la commune est exposée à un climat océanique et est dans une zone de transition entre les régions climatiques « Bretagne orientale et méridionale, Pays nantais, Vendée » et « Moyenne vallée de la Loire ».
Pour la période 1971-2000, la température annuelle moyenne est de 12 °C, avec une amplitude thermique annuelle de 14 °C. Le cumul annuel moyen de précipitations est de 687 mm, avec 11,6 jours de précipitations en janvier et 6 jours en juillet. Pour la période 1991-2020, la température moyenne annuelle observée sur la station météorologique de Météo-France la plus proche, « Segré_sapc », sur la commune de Segré-en-Anjou Bleu à 14 km à vol d'oiseau, est de 12,8 °C et le cumul annuel moyen de précipitations est de 704,6 mm,. Pour l'avenir, les paramètres climatiques de la commune estimés pour 2050 selon différents scénarios d'émission de gaz à effet de serre sont consultables sur un site dédié publié par Météo-France en novembre 2022.

## Urbanisme

### Typologie
Au 1er janvier 2024, Montreuil-sur-Maine est catégorisée commune rurale à habitat dispersé, selon la nouvelle grille communale de densité à sept niveaux définie par l'Insee en 2022.
Elle est située hors unité urbaine. Par ailleurs la commune fait partie de l'aire d'attraction d'Angers, dont elle est une commune de la couronne,. Cette aire, qui regroupe 81 communes, est catégorisée dans les aires de 200 000 à moins de 700 000 habitants,.

### Occupation des sols

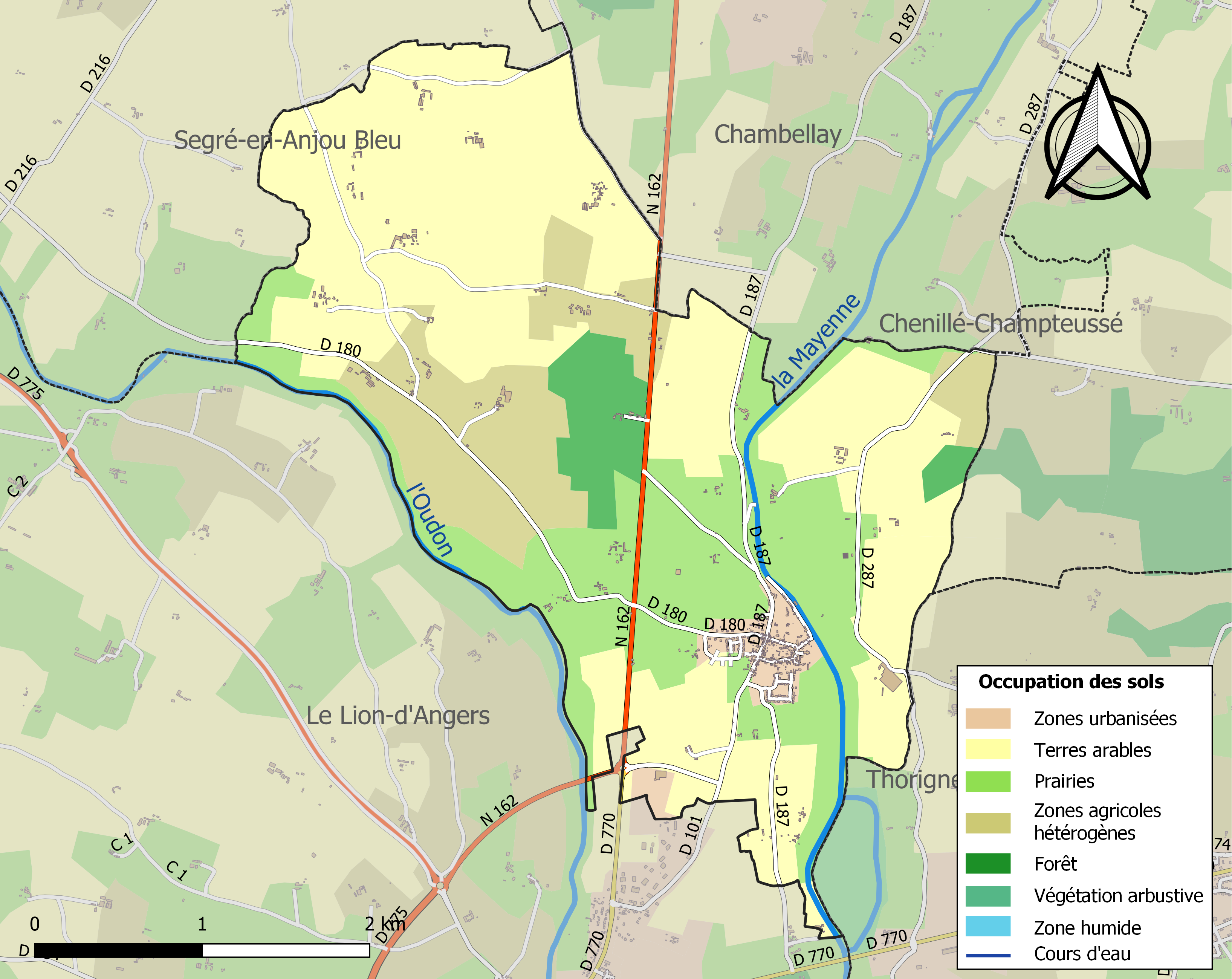
Carte des infrastructures et de l'occupation des sols de la commune en 2018 (CLC).

L'occupation des sols de la commune, telle qu'elle ressort de la base de données européenne d’occupation biophysique des sols Corine Land Cover (CLC), est marquée par l'importance des territoires agricoles (92,4 % en 2018), en diminution par rapport à 1990 (97,2 %). La répartition détaillée en 2018 est la suivante : 
terres arables (47,4 %), prairies (26,4 %), zones agricoles hétérogènes (14,6 %), forêts (4,7 %), cultures permanentes (4 %), zones urbanisées (2,9 %). L'évolution de l’occupation des sols de la commune et de ses infrastructures peut être observée sur les différentes représentations cartographiques du territoire : la carte de Cassini (XVIIIe siècle), la carte d'état-major (1820-1866) et les cartes ou photos aériennes de l'IGN pour la période actuelle (1950 à aujourd'hui).

### Habitat et logement
En 2020, le nombre total de logements dans la commune est de 341, alors qu'il est de 319 en 2015 et de 290 en 2010.
Parmi ces logements, 89,4 % sont des résidences principales, 6,4 % des résidences secondaires et 4,3 % des logements vacants. Ces logements sont pour 98,7 % d'entre eux des maisons individuelles et pour 1 % des appartements.
Le tableau ci-dessous présente la typologie des logements à Montreuil-sur-Maine en 2020 en comparaison avec celle de Maine-et-Loire et de la France entière. Une caractéristique marquante du parc de logements est ainsi une proportion de résidences secondaires et logements occasionnels (6,4 %) supérieure à celle du département (3,2 %) mais inférieure à celle de la France entière (9,7 %).
| Typologie                                               | Montreuil-sur-Maine | Maine-et-Loire | France entière |
| ------------------------------------------------------- | ------------------- | -------------- | -------------- |
| Résidences principales (en %)                           | 89,4                | 90,3           | 82,1           |
| Résidences secondaires et logements occasionnels (en %) | 6,4                 | 3,2            | 9,7            |
| Logements vacants (en %)                                | 4,3                 | 6,6            | 8,2            |

## Toponymie
Monasteriolum, Musteriolum au XIe siècle. Montreuil-sur-Mayenne au XVIIIe siècle.

## Politique et administration

### Rattachements administratifs et électoraux

#### Rattachements administratifs
La commune se trouve dans l'arrondissement de Segré du département du Maine-et-Loire.
Elle faisait partie depuis 1793 du canton du Lion-d'Angers. Dans le cadre du redécoupage cantonal de 2014 en France, cette circonscription administrative territoriale a disparu, et le canton n'est plus qu'une circonscription électorale.

#### Rattachements électoraux
Pour les élections départementales, la commune fait partie depuis 2014 du canton de Tiercé
Pour l'élection des députés, elle fait partie de la septième circonscription de Maine-et-Loire.

### Intercommunalité
Montreuil-sur-Maine était membre de la communauté de communes de la région du Lion-d'Angers, un établissement public de coopération intercommunale (EPCI) à fiscalité propre créé en 1994 et auquel la commune avait transféré un certain nombre de ses compétences, dans les conditions déterminées par le code général des collectivités territoriales.
Dans le cadre des dispositions de la loi portant nouvelle organisation territoriale de la République du 7 août 2015, qui prévoit que les établissements publics de coopération intercommunale (EPCI) à fiscalité propre doivent avoir un minimum de 15 000 habitants, cette intercommunalité a fusionné avec ses voisines pour former, le 1er janvier 2017, la communauté de communes des Vallées du Haut-Anjou, dont est désormais membre la commune.

### Administration municipale
| Période                                  | Période                        | Identité                        | Étiquette | Qualité                            |
| ---------------------------------------- | ------------------------------ | ------------------------------- | --------- | ---------------------------------- |
|                                          |                                | Jaunay                          |           |                                    |
| 1805                                     | 1813 (démission)               | Mathurin Guilleux               |           |                                    |
| 1813                                     |                                | Casimir Moreau                  |           |                                    |
| 23 août 1815                             |                                | Maurice Thibault                |           |                                    |
| 1826                                     |                                | Gaumier                         |           |                                    |
| 1830                                     |                                | François                        |           |                                    |
| 1844                                     |                                | Moreau                          |           |                                    |
| 1849                                     |                                | Barot                           |           |                                    |
| 1857                                     |                                | Casimir Moreau                  |           |                                    |
| 1865                                     |                                | Gaspard Brouard                 |           |                                    |
| 1908                                     |                                | Émile Quéruau-Lamérie           |           |                                    |
| 1912                                     |                                | Charles Boutton                 |           |                                    |
| 1935                                     |                                | Georges Quéruau-Lamérie         |           |                                    |
| 1945                                     |                                | Léopold Geslin                  |           |                                    |
| 1953                                     |                                | Julien Lemesle                  |           |                                    |
| mars 1959                                |                                | Marcel Hossard                  |           |                                    |
| mars 1977                                |                                | Henri Poupard                   |           |                                    |
| mars 2001                                | mai 2020                       | Michel Chesneau,                |           | Agriculteur retraité               |
| mai 2020                                 | mai 2023 (démission)           | Marie-Françoise Bellier-Pottier |           | Enseignante retraitée              |
| juin 2023                                | En cours (au 30 novembre 2023) | Vincent Vignais                 |           | Agriculteur en production laitière |
| Les données manquantes sont à compléter. |                                |                                 |           |                                    |

## Population et société

### Démographie

#### Évolution démographique
L'évolution du nombre d'habitants est connue à travers les recensements de la population effectués dans la commune depuis 1793. Pour les communes de moins de 10 000 habitants, une enquête de recensement portant sur toute la population est réalisée tous les cinq ans, les populations de référence des années intermédiaires étant quant à elles estimées par interpolation ou extrapolation. Pour la commune, le premier recensement exhaustif entrant dans le cadre du nouveau dispositif a été réalisé en 2007.

En 2022, la commune comptait 792 habitants, en évolution de +6,45 % par rapport à 2016 (Maine-et-Loire : +2,12 %, France hors Mayotte : +2,11 %).
| 1793 | 1800 | 1806 | 1821 | 1831 | 1836 | 1841 | 1846 | 1851 |
| ---- | ---- | ---- | ---- | ---- | ---- | ---- | ---- | ---- |
| 830  | 813  | 860  | 834  | 933  | 884  | 856  | 863  | 874  |

| 1856 | 1861 | 1866 | 1872 | 1876 | 1881 | 1886 | 1891 | 1896 |
| ---- | ---- | ---- | ---- | ---- | ---- | ---- | ---- | ---- |
| 905  | 896  | 923  | 888  | 857  | 807  | 799  | 766  | 696  |

| 1901 | 1906 | 1911 | 1921 | 1926 | 1931 | 1936 | 1946 | 1954 |
| ---- | ---- | ---- | ---- | ---- | ---- | ---- | ---- | ---- |
| 676  | 633  | 600  | 526  | 550  | 502  | 504  | 483  | 448  |

| 1962 | 1968 | 1975 | 1982 | 1990 | 1999 | 2006 | 2007 | 2012 |
| ---- | ---- | ---- | ---- | ---- | ---- | ---- | ---- | ---- |
| 438  | 381  | 338  | 380  | 469  | 558  | 686  | 704  | 665  |

| 2017 | 2022 | - | - | - | - | - | - | - |
| ---- | ---- | - | - | - | - | - | - | - |
| 759  | 792  | - | - | - | - | - | - | - |

#### Pyramide des âges
La population de la commune est relativement jeune.
En 2018, le taux de personnes d'un âge inférieur à 30 ans s'élève à 41,4 %, soit au-dessus de la moyenne départementale (37,2 %). À l'inverse, le taux de personnes d'âge supérieur à 60 ans est de 16,5 % la même année, alors qu'il est de 25,6 % au niveau départemental.
En 2018, la commune compte 397 hommes pour 377 femmes, soit un taux de 51,29 % d'hommes, largement supérieur au taux départemental (48,63 %).
Les pyramides des âges de la commune et du département s'établissent comme suit.
| Hommes | Classe d’âge | Femmes |
| ------ | ------------ | ------ |
| 0,3    | 90 ou +      | 0,3    |
| 2,6    | 75-89 ans    | 4,4    |
| 13,8   | 60-74 ans    | 11,5   |
| 19,6   | 45-59 ans    | 19,8   |
| 21,0   | 30-44 ans    | 23,9   |
| 17,9   | 15-29 ans    | 17,0   |
| 24,7   | 0-14 ans     | 23,0   |

| Hommes | Classe d’âge | Femmes |
| ------ | ------------ | ------ |
| 0,9    | 90 ou +      | 2,1    |
| 7      | 75-89 ans    | 9,5    |
| 16,2   | 60-74 ans    | 16,9   |
| 19,4   | 45-59 ans    | 18,7   |
| 18,2   | 30-44 ans    | 17,5   |
| 18,8   | 15-29 ans    | 17,6   |
| 19,5   | 0-14 ans     | 17,6   |

## Économie
Sur 44 établissements présents sur la commune à fin 2010, 48 % relèvent du secteur de l'agriculture (pour une moyenne de 17 % sur le département), 7 % du secteur de l'industrie, 2 % du secteur de la construction, 32 % de celui du commerce et des services et 11 % du secteur de l'administration et de la santé. Cinq ans plus tard, en 2015, sur les 37 établissements présents, 38 % relèvent du secteur de l'agriculture (pour une moyenne de 11 % sur le département), 3 % du secteur de l'industrie, 5 % de celui de la construction, 43 % du secteur du commerce et des services et 11 % de celui de l'administration et de la santé.

## Culture locale et patrimoine

### Lieux et monuments
- Manoir de la Chouanière.
- Église Saint-Pierre.
- Moulin et écluse de Montreuil-sur-Maine.
- Réplique de la grotte de Lourdes.

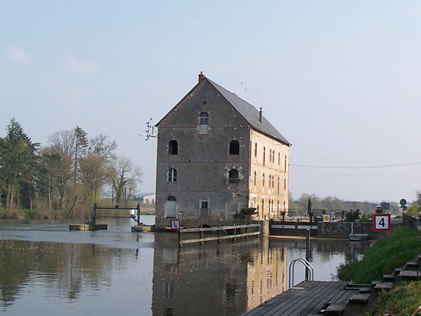
Le moulin de Montreuil-sur-Maine.
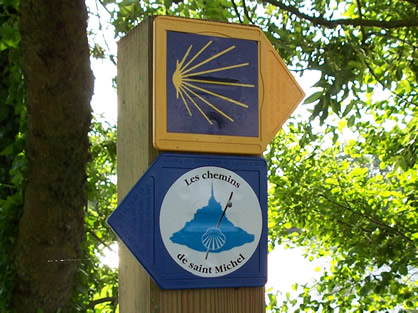
Les chemins de Saint-Michel traversent Montreuil-sur-Maine.
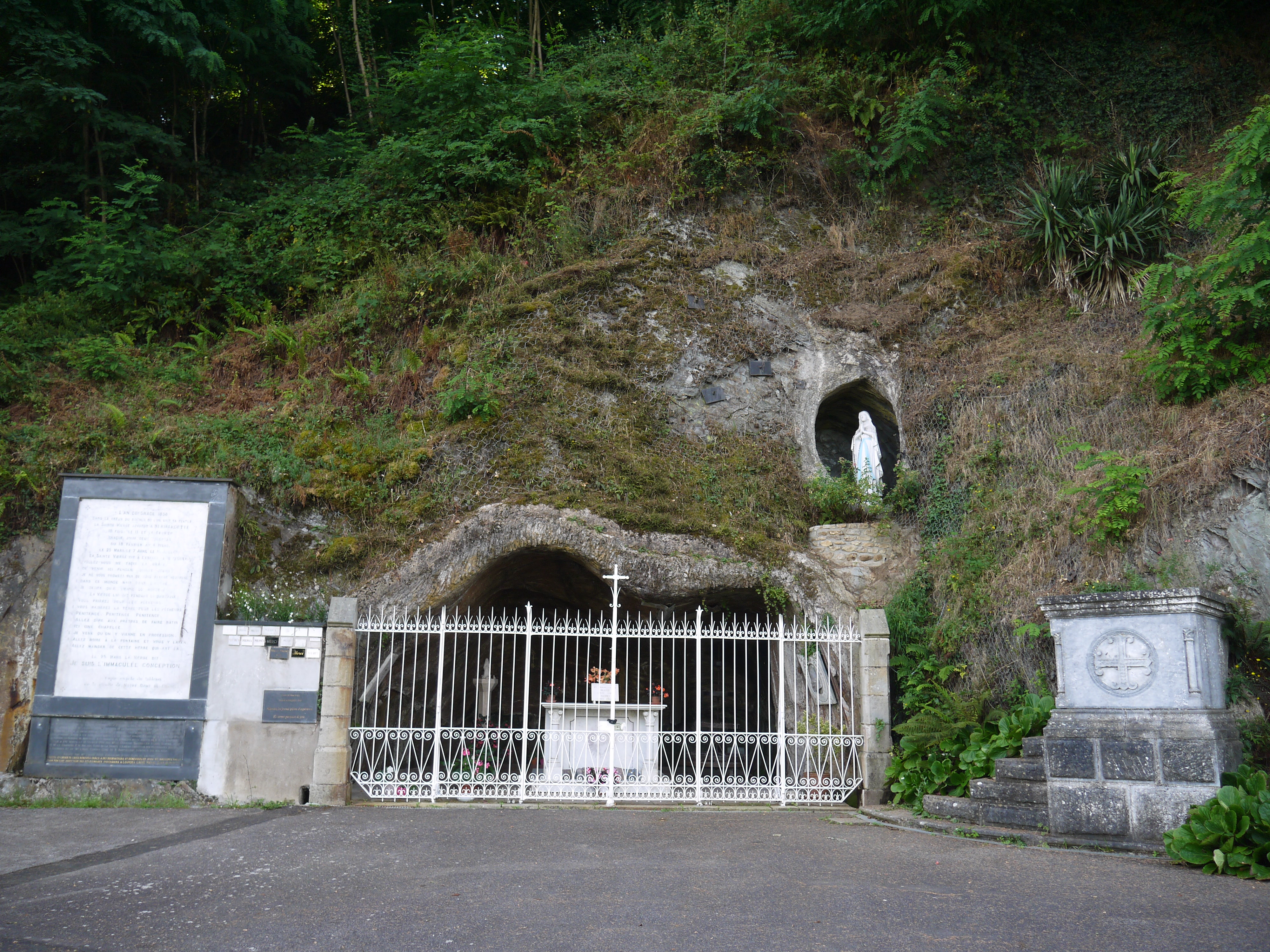
Réplique de la grotte de Lourdes.

## Pour approfondir